# Phoenicoprocta aurantipatagiata
Phoenicoprocta aurantipatagiata là một loài bướm đêm thuộc phân họ Arctiinae, họ Erebidae.